# Buzz Peterson
Robert Bower Peterson jr., detto Buzz (Asheville, 17 maggio 1963), è un dirigente sportivo, allenatore di pallacanestro ed ex cestista statunitense.

## Carriera
È stato selezionato dai Cleveland Cavaliers al settimo giro del Draft NBA 1985 (147ª scelta assoluta).

## Palmarès

### Giocatore
- Campionato NCAA: 1

North Carolina Tar Heels: 1982

### Squadra
- Campione NIT (2001)